# Jari Koskinen
Jari Antero Koskinen, född 11 juni 1960 i Hauho, är en finländsk politiker (Samlingspartiet). Han var Finlands jord- och skogsbruksminister 2002–2003 och 2011–2014. Han var ledamot av Finlands riksdag 1996–2009.
Koskinen var medlem av direktionen för EBRD 2009–2011. Han är gift med vicehäradshövding Minna Koskinen.

## Utmärkelser
- Kommendörstecknet av Finlands Lejons orden,  6 december 2003[3]

[Redigera Wikidata]